# Goo Hara
Goo Ha-ra (hangul: 구하라; Gwangju, 3 de enero de 1991-Seúl, 24 de noviembre de 2019), más conocida por su nombre monónimo Hara, fue una cantante y actriz surcoreana. Fue miembro del grupo femenino surcoreano Kara, y también participó en series como City Hunter (2011). Debutó como solista en julio de 2015 con el lanzamiento de su EP Alohara (Can You Feel).

## Educación y primeros años
Goo Ha-ra nació el 3 de enero de 1991 en Gwangju, Corea del Sur. Participó en el S.M. Entertainment's youth appearance tournament de 2005. En 2007 audicionó sin éxito para unirse a JYP Entertainment.
Asistió a la universidad femenina Sungshin.
Se unió al grupo musical Kara en 2008, luego de la salida de Kim Sung-hee.

## Vida personal
El 5 de enero de 2010, en el reality show Strong Heart de la SBS, admitió tener cirugía cosmética facial menor y dental. Declaró que siempre tuvo doble párpado, pero la cirugía lo hizo más definido.
El 19 de enero de 2011 se anunció la terminación de su contrato con su sello DSP Media, junto con otras tres miembros de Kara, y se presentó una demanda en su nombre. Más tarde ese día se anunció que dejaba todo y se unía nuevamente a la empresa, ya que al parecer no era plenamente consciente de la demanda en detalles.
El 26 de mayo de 2019 se reportó su intento de suicidio en su apartamento, pero fue llevada inmediatamente al hospital.

## Fallecimiento
El 24 de noviembre de 2019 se informó que fue hallada muerta en su domicilio; la causa de su muerte fue un suicidio. Acabó con su propia vida ya que sufría de depresión por el ciberacoso, además no soportaba la muerte de su mejor amiga Sulli, quien también se suicidó por el ciberacoso.

## Discografía

### EP
| Alohara (Can you feel it?)                                                | - Liberado: 14 de julio de 2015 - Etiqueta: DSP Diversión, Loen Diversión - Formato: CD, descarga digital | 4 | 64 | 34 | 94 | - KOR: 6,280+ - JPN: 5,441+ |
| "—" Denota libera aquello no gráfico o no fue liberado en aquella región. | |   |    |    |    |                             |

### Sencillos
| Título                                                                    | Año  | Posición en las listas | Posición en las listas | Ventas        | Álbum                      |
| Título                                                                    | Año  | KORGaon                | KORHot 100             | Ventas        | Álbum                      |
| ------------------------------------------------------------------------- | ---- | ---------------------- | ---------------------- | ------------- | -------------------------- |
| «Secret Love» (시크릿 러브)                                               | 2012 | 68                     | 74                     | - KOR: 54,419 | Kara Solo Collection       |
| «Magic of Love» (사랑의 마법)                                             | 2013 | —                      | —                      | Galileo+      |                            |
| «Choco Chip Cookies» (초코칩쿠키) (feat. Giriboy)                         | 2015 | 21                     | 85                     | - KOR: 37,204 | Alohara (Can you feel it?) |
| «How About Me?» (어때) (feat. YoungJi)                                    | 2015 | —                      | —                      | - KOR: 4,804  | Alohara (Can you feel it?) |
| "—" Denota libera aquello no gráfico o no fue liberado en aquella región. |      |                        |                        |               |                            |

### Otros
| Año  | Canción                                                    | Otros artistas        | Álbum                   |
| ---- | ---------------------------------------------------------- | --------------------- | ----------------------- |
| 2011 | «I Love You, I Want You, I Need You (Sweet Acoustic Ver.)» |                       | City Hunter OST Special |
| 2014 | «Talk About Love»                                          | Varios artistas       |                         |
| 2017 | «Sign»                                                     | Thunder feat Goo Hara | Thunder                 |
| 2018 | «On A Good Day»                                            |                       | Jugglers OST            |

## Filmografía

### Películas
| Año  | Título              | Rol      | Notas                       |
| ---- | ------------------- | -------- | --------------------------- |
| 2013 | KARA La Animación   | Ella     | Animación; versión japonesa |
| 2017 | Sound of a Footstep | Yoon-jae | Película web                |

### Series
| Año  | Título                 | Red       | Rol           |
| ---- | ---------------------- | --------- | ------------- |
| 2008 | The Person Is Coming   | MBC       | (cameo)       |
| 2009 | Hero                   | MBC       | Cameo         |
| 2011 | URAKARA                | TV Tokyo  | Hara          |
| 2011 | City Hunter            | SBS       | Choi Da-hye   |
| 2013 | Galileo 2              | Fuji TV   | Cameo         |
| 2014 | Secret Love            | DRAMAcube | Lee Hyun-jung |
| 2014 | It's Okay, That's Love | SBS       | Cameo (Ep.16) |

### Espectáculos de realidad
| Año       | Título                     | Red        | Notas                          |
| --------- | -------------------------- | ---------- | ------------------------------ |
| 2005      | Unwavered Dreams           | KBS        | Documental                     |
| 2008      | Check it Girl Season 2     | M.net      | Fashionista                    |
| 2008–2009 | Strange Casting – Season 2 | M.net      | Miembro de reparto             |
| 2009      | Hunters                    | MBC        | Miembro de reparto             |
| 2009–2010 | Juventud invencible        | KBS        | Miembro de reparto             |
| 2014      | ON & OFF: The Gossip       | MBC        | primer espectáculo de realidad |
| 2015      | A Style For You            | KBS        | MC                             |
| 2015      | Shaolin Clenched Fists     | SBS        | Miembro de reparto             |
| 2017      | Seoul Mate                 | tvN, Oliva | Miembro de reparto             |

### Eventos
| Año  | Título                            | Red                   | Rol                                          |
| ---- | --------------------------------- | --------------------- | -------------------------------------------- |
| 2011 | Dream Concert 2011                | KBS                   | Presentadora con Kim Heechul y Song Joong-ki |
| 2011 | Seoul-Tokyo Music Festival        | SBS                   | presentadora con Park Gyu-ri y otros.        |
| 2012 | Inkigayo                          | SBS                   | Presentadora con Jung Nicole & IU            |
| 2012 | Korean Music Wave in Kobe         | MBC                   | presentadora con Han Seungyeon & Hongki      |
| 2013 | Dream Concert 2013                | KBS                   | presentadora con Onew & Doojoon              |
| 2013 | KBS Entertainment Awards          | KBS                   | presentadora                                 |
| 2014 | Hallyu Dream Festival 2014        | KBS                   | presentadora con Seo Kang-joon y Dasom       |
| 2015 | Dream Concert 2015                | KBS                   | presentadora con Dasom y Eunjung             |
| 2015 | Show! Champion - Yokohama Special | MBC Music             | presentadora con Heo Youngji                 |
| 2016 | Power Of K 2016                   | Korea TV Fes in Japan | presentadora con Leeteuk                     |

## Premios y nominaciones
| Año  | Premio                        | Categoría                      | Nominación             | Resultado |
| ---- | ----------------------------- | ------------------------------ | ---------------------- | --------- |
| 2010 | KBS Entertainment Awards      | Mejor MC femenina              | Invincible Youth       | Ganadora  |
| 2011 | 5th Mnet 20's Choice Award    | Hot Campus Girl                |                        | Ganadora  |
| 2011 | SBS Drama Awards              | nueva estrella                 | City Hunter            | Ganadora  |
| 2013 | '50th' Savings Day            | Saving Award                   |                        | Ganadora  |
| 2015 | 2015 Korean Nail Star Award   | premio categoría cantante      | Nail Hara              | Ganadora  |
| 2015 | 2015 SBS Entertainment Awards | Best Challenge Award           | Shaolin Clenched Fists | Ganadora  |
| 2015 | 2015 SBS Entertainment Awards | premio mejor trabajo en equipo | Shaolin Clenched Fists | Ganadora  |